# Museu Têxtil Curdo
O Museu Têxtil Curdo é um museu em Erbil, capital do Curdistão Iraquiano. Está situado no interior da Cidadela de Erbil. Inaugurado em 2004, dedica-se à exposição de têxteis produzidos no Curdistão.